# Outtakes for the Outcast
Outtakes for the Outcast è la prima raccolta del gruppo hardcore punk statunitense Sick of It All. Contiene canzoni inedite, cover e b-side. Pubblicata nel 2004, è l'ultima pubblicazione con la Fat Wreck Chords, prima del passaggio all'Abacus.

## Tracce
Tutte le tracce dei Sick of It All tranne dove diversamente indicato
1. I Believe - 1:57
2. Stood ror Nothing - 0:58
3. Borstal Breakout (Sham 69) - 2:00
4. Straight Ahead - 0:55
5. All Hell Break Loose (Misfits) - 2:14
6. My Little World - 1:53
7. Soul Be Free - 2:36
8. Blatty (Human Egg) - 0:32
9. 86 - 2:27
10. Target (Hüsker Dü) - 1:44
11. Rip Off (Sham 69) - 1:09
12. Working Class Kids (Last Resort) - 1:24
13. Never Measure Up - 1:41
14. The Future Is Mine - 2:24
15. Just Look Around (remix degli House of Pain) - 3:30

Della versione remix degli House of Pain di Just Look è stata inizialmente vietata la pubblicazione dall'etichetta discografica del gruppo hip hop. Come risposta, i response Sick of It All hanno realizzato bootleg della canzone e li hanno diffusi durante gli spettacoli. Poiché non era possibile utilizzare le registrazioni originali, nel disco è inclusa una versione inclusa in uno dei bootleg.

## Formazione
- Lou Koller - voce
- Pete Koller - chitarra
- Craig Setari - basso
- Armand Majidi - batteria